# Heempark De Tenellaplas

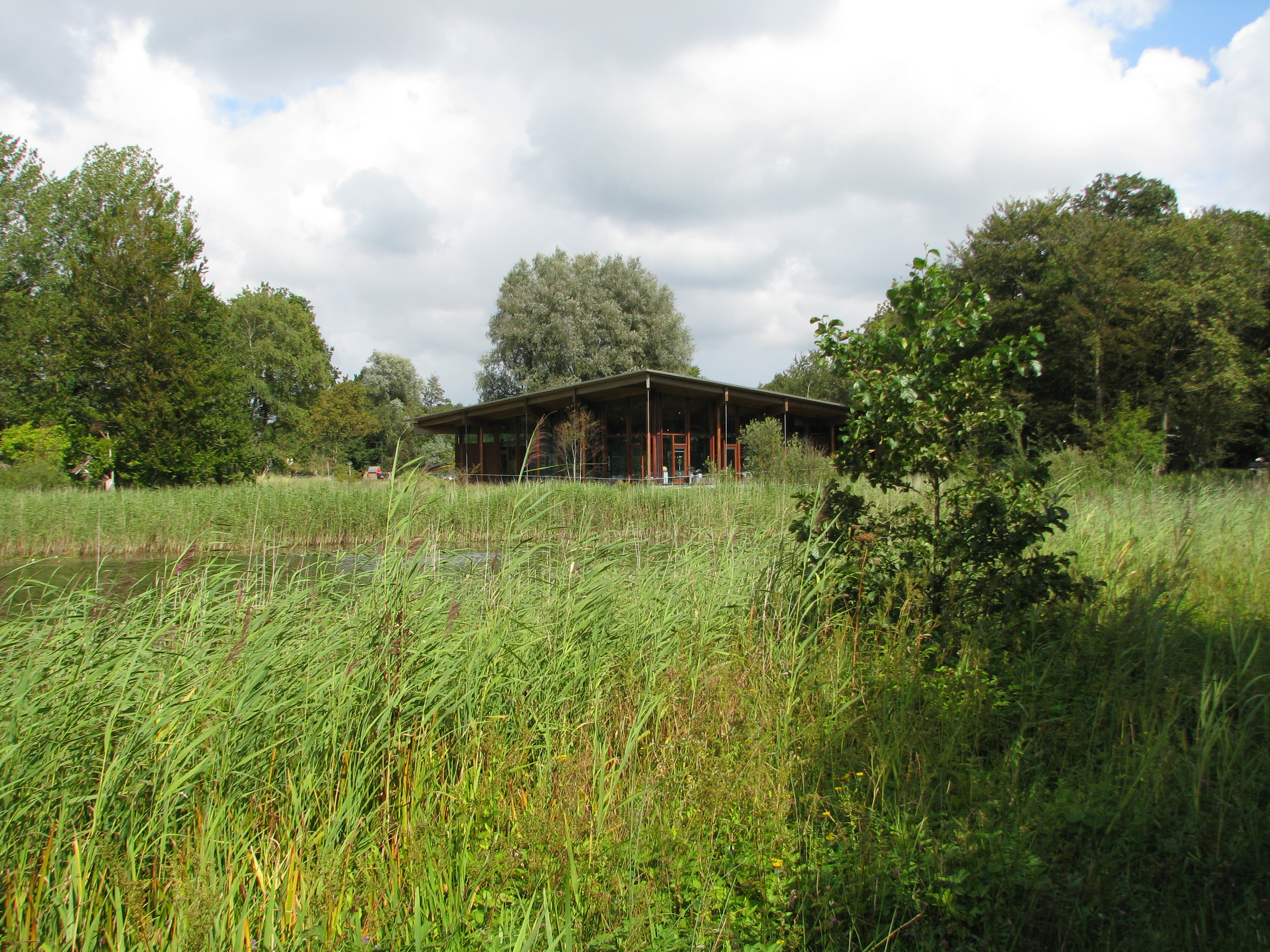
Bezoekerscentrum Tenellaplas

Heempark De Tenellaplas is een heempark in de Duinen van Voorne bij Rockanje (Nederlandse provincie Zuid-Holland). Het landschapspark werd aangelegd door Cees Sipkes in 1949-1950. 
Sipkes gebruikte de naam 'Heempark De Tenellaplas', de tegenwoordige eigenaar, stichting Het Zuid-Hollands Landschap, noemt het meestal 'Heemtuin Tenellaplas'. 

## Ligging
Het heempark ligt aan de binnenduinrand aan de Duinstraat, bij Rockanje op het eiland Voorne. Het ongeveer drie hectare grote gebied ligt achter het bezoekerscentrum van Het Zuid-Hollands Landschap. Het 'instructief plantsoen', zoals het door de aanlegger werd genoemd, ligt op zandgrond rond een gegraven plas van ongeveer 0,75 ha groot. Het is deels beschaduwd en deels open en zonnig.
Het bijbehorende bezoekerscentrum, dat door vrijwilligers draaiende wordt gehouden, werd in 2006 geheel vernieuwd. Het oude informatiepunt, dat dateerde uit 1970, was een eenvoudige zwart geteerde schuur. Er voor in de plaats kwam een in hout en glas uitgevoerd modern paviljoen. Dit gebouw biedt onderdak aan een permanente expositie, een winkeltje en een educatieve ruimte. De bezoekers kijken uit over de Tenellaplas. Het centrum ligt op een centrale plaats in de gebieden van Het Zuid-Hollands Landschap in de duinen van Voorne (264 ha). Het is startpunt van een aantal fiets- en wandelroutes. Bij het bezoekerscentrum is een parkeerplaats waaraan zich ook restaurant Paviljoen de Meidoorn is gevestigd. Iets verderop aan de Duinstraat bevindt zich openluchtmuseum 'De Duinhuisjes'.

## Heemtuin

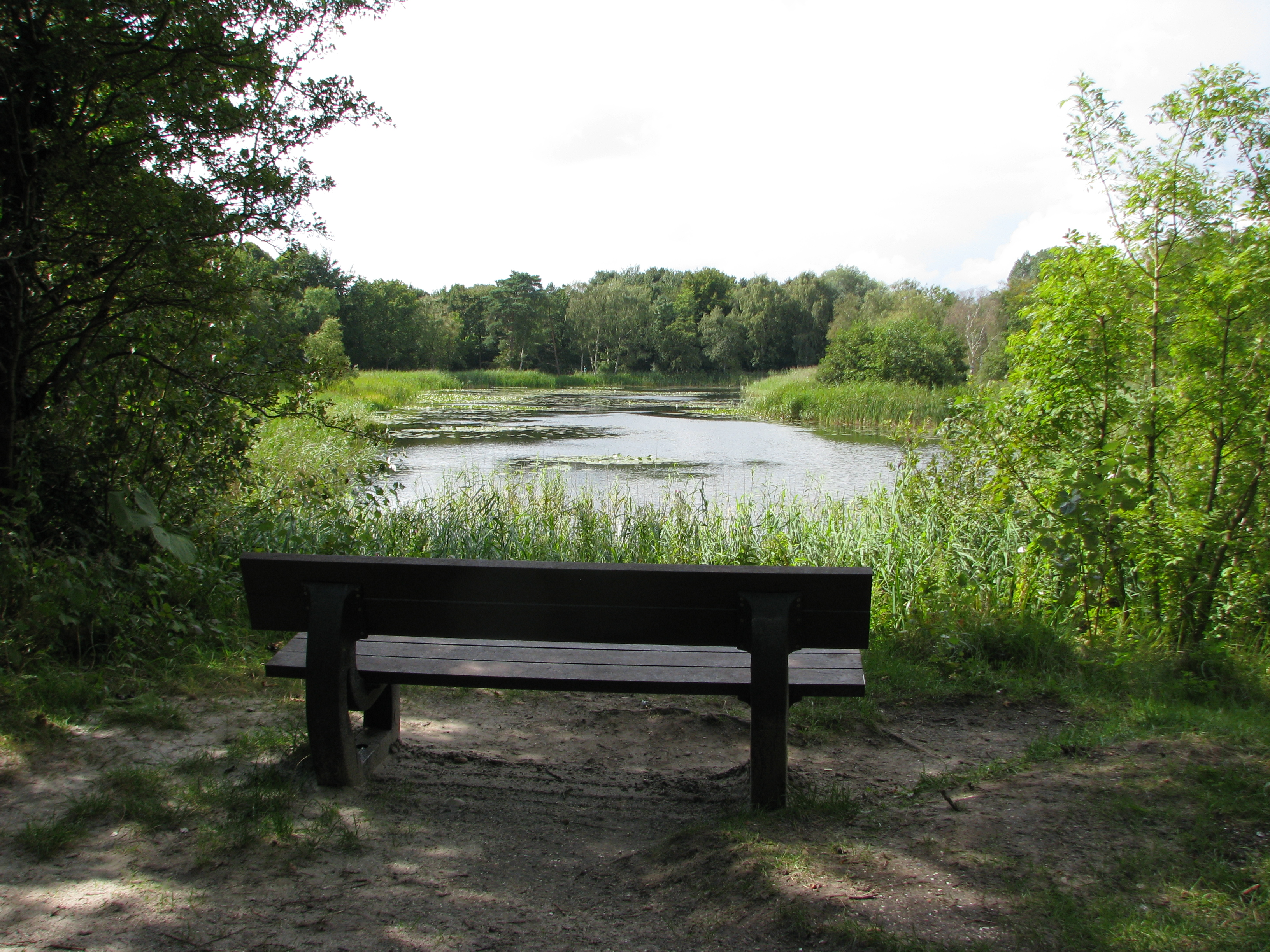
Uitzicht over Tenellaplas

Rond de Tenellaplas zijn op een kleine oppervlakte alle kenmerkende biotopen uit de duinen van Voorne bij elkaar gebracht: een duinplas, drassige oevers, weide, droge zandhellingen, struweel en opgaand bos. Ook is er een stukje heideveld. In het heempark zijn meer dan driehonderd plantensoorten samengebracht. De tuin is ook interessant vanwege de er voorkomende paddenstoelen, vlinders, libellen en vogels.
In het heempark is veel variatie in levensomstandigheden voor planten gecreëerd: van nat naar droog en van voedselrijk naar voedselarm. Daardoor vindt men op elke plek van de heemtuin weer een andere plantengroei. 
Het onderhoud wordt door vrijwilligers gedaan. De rietkraag breidt zich bijvoorbeeld door de voedselrijkheid van het water uit, en moet regelmatig gefaseerd worden gemaaid. Ook de meeste andere delen van de tuin worden gemaaid, waarbij het maaisel moet worden afgevoerd. Ook worden bomen en struiken gesnoeid. 
Heempark De Tenellaplas wordt wel aangeduid als een stukje natuurontwikkeling avant la lettre: de creatie van een stukje nieuwe natuur, waarbij de nadruk lag op het creëren van verscheidenheid, samenhang en duurzaamheid. Dankzij het initiatief dat Sipkes in 1949 nam heeft De Tenellaplas later een bijna 'museale' functie gekregen.

## Geschiedenis
Het terrein waarin de Tenellaplas zich bevindt, maakte vroeger deel uit van de Heveringen; er lag een golfbaan. Het werd in de Tweede Wereldoorlog door de Duitse bezetter afgeplagd en afgegraven ten behoeve van de aanleg (en camouflage) van bunkers in de duinen. Wat overbleef was een 'woeste vlakte die na deze grondige vernieling was overgebleven"; die "lag na de oorlog als een gapende wond in het omgevende duinlandschap."
Cees Sipkes vatte het plan op om op dit terrein een heemtuin aan te leggen. Hij had ervaring opgedaan bij de aanleg van de eerste Nederlandse heemtuin, Thijsse's Hof in Bloemendaal. 
De oudste schriftelijke vermelding van de start van het project stamt uit De Kampioen, het tijdschrift van de ANWB, van februari 1949:
Het Administratiefonds Rotterdam laat in Rockanje een duinplas graven, met de bedoeling deze later van een instructieve beplanting te voorzien, in de geest van Thijsse's Hof. Het geschiedt op een door de Duitsers verknoeid terrein.
In die tijd was het Administratiefonds Rotterdam eigenaar van het gebied. Sipkes was sinds 1945 beheersadviseur voor het fonds in het gebied. Hij trad ook enige tijd op als adviseur voor de duinterreinen van Natuurmonumenten op Voorne. Naast een groot aantal andere werkzaamheden die onder zijn leiding startten in de duinen van Voorne, zoals de opbouw en versteviging van de zeereep, het laten onderstuiven van bunkers, het verschralen van vochtige duinvalleien, maakte hij ook een plan voor een duinplas. Hij stelde zich voor "een begroeiing van heesters en kruidachtige planten, die tot onze wilde flora behooren, in de eerste plaats tot de duinflora. De begroeiing zal worden bevorderd door uitplanten en uitzaaien van soorten, waarvan op grond van de botanische samenstelling op andere dergelijke terreinen, verwacht kan worden dat ze zich blijvend of minstens voor een langen tijd op het terrein zullen vestigen." Zijn plan werd in 1950 uitgevoerd. 
Nadat een zandzuiger de plas had gecreëerd en het vrijkomende zand op de noordelijke oever had geworpen, lag hier een, door het aanwezige schelpengruis, kalkrijke zandvlakte. Die werd met elzen en berken beplant. De elzen werden geplant om de bodem wat stikstofrijker te maken, ze zijn later weer grotendeels verwijderd. 
Er lag nu een flauwe helling vanaf het grondwater tot enkele meters daarboven. Soorten zoals zwarte populier Populus nigra, grauwe abeel Populus canescens en kruipwilg Salix repens bleken langs natuurlijke weg op te komen, evenals teer guichelheil Anagallis tenella en knopbies Schoenus nigricans. Het spontane voorkomen van teer guichelheil, een zeldzame soort, inspireerde Sipkes tot de naam 'De Tenellaplas'.
Al in 1950 schreef Sipkes over het 'instructief plantsoen' in aanleg: "Orchideeën zijn er geplant, soorten die niet zeldzaam waren uit eigen land. Soorten die bij ons te zeldzaam zijn om te verzamelen zijn in Frankrijk bijeengebracht." Hij schreef ook al over vogelsoorten die waargenomen waren, zoals de bosruiter tijdens de trek en "pleviertjes" die er broedden. Hij somt ook op welke plantensoorten reeds aangetroffen werden vóór het maken van de plas, met als meest bijzondere het teer guichelheil Anagallis tenella. Ook beschreef hij welke soorten er in 1949 werden aangebracht.
Sipkes wees er op, dat het terrein natuurlijk geen natuurmonument is, maar dat de resultaten van het gevoerde beheer er wel aan bijdragen dat men weet hoe men in een natuurmonument gunstige omstandigheden kan scheppen voor flora en fauna. Als voorbeeld noemde hij op het voormalige vliegveld in de duinen van Oostvoorne: door het jaarlijks maaien en afvoeren van het maaisel is dat volgens hem de rijkste groeiplaats geworden van de vleeskleurige orchis, die er bestaat.
Het streven was er door de jaren heen op gericht een ijle vegetatie te handhaven, waardoor niet hoeft te worden gewied. Wel werd enige keren per jaar gemaaid, om soorten als parnassia Parnassia palustris, wintergroen Pyrola spec. en orchideeën te begunstigen ten opzichte van grassen  (waaronder riet Phragmites australis), kruipwilg en andere sterke groeiers. Het maaisel werd afgevoerd, waardoor verschraling (vermindering van de voedselrijkdom) op kon treden.
Rond 1960 vatte Sipkes de resultaten van zijn werk samen in een tekst van twee A4'tjes, getiteld Het instructief park 'De Tenellaplas' bij Rockanje. Sipkes schreef dat de opdracht tot aanleg van het park in 1950 werd gegeven, en dat de 'woestijn' zich in een tiental jaren heeft ontwikkeld tot een rijke groeiplaats van moeilijke en elders zeldzame soorten. De zuidwestelijke oever werd al na een jaar voor het publiek opengesteld. Zwanen, eenden en karpers moesten de aantrekkelijkheid voor bezoekers vergroten. Een ander deel - "ingericht als instructief plantsoen, heempark of hoe men het noemen wil" - werd alleen voor excursies opengesteld. Er verschenen verschillende orchideeënsoorten, "na uitzaaiing, en ook wel zonder dit". 
Het heempark is kort voor de pensionering van Sipkes in 1961 in beheer gekomen bij de stichting Het Zuid-Hollands Landschap, dat in Voorne's Duin in totaal ongeveer 270 ha. in eigendom heeft. In 1966 kwam ten noorden van de Tenellaplas een terrein vrij, dat tot dan landbouwgrond was. Dit werd bestemd voor een zogenaamde bloemenweide: een veld met gras en veldbloemen, met gemaaide paden erdoorheen. Een waterloop werd verlegd, en oevers werden flauw afgeschoven.
De zomer van 1976 was zeer droog. De waterstand in de plas was toen heel laag. In het najaar is van die omstandigheid gebruik gemaakt om delen van de oevers, die in de loop der jaren waren afgekalfd, op te hogen met zand uit diepere delen. Daarmee werd tevens beoogd de vissterfte in warme perioden te verminderen, hetgeen gelukt is. Het werk werd uitgevoerd met een dragline. In 1979 werd een ander braakliggend stuk bij het park getrokken, gemaaid en deels beplant.
In 1989 is, na het overlijden van Sipkes, het beheer onder verantwoordelijkheid gekomen van J.F. Timmerman. Rond die tijd was beheer door maaien, snoeien, plaggen en kwaliteitsbewaking van het oppervlaktewater noodzakelijk gebleken om de kansen van grote stikstofminnende ruigteplanten te beknotten ten gunste van de vele gevoelige soorten. Al in 1996 bleek dat de hoeveelheid maaisel die afgevoerd diende te worden jaarlijks toenam. Ook de kwaliteit van het oppervlaktewater baarde zorgen.
Ter gelegenheid van het vijftigjarig bestaan van Heempark De Tenellaplas werd in 1995 een gidsje voor de tuin uitgegeven in de vorm van een geïllustreerde beschrijving van een wandeling door het heempark. Daarin was ook een beknopte inventarisatielijst opgenomen die in de periode 1988-1990 was samengesteld door de plantenwerkgroep van de Koninklijke Nederlandse Natuurhistorische Vereniging (KNNV), afd. Voorne. De lijst bevatte 380 soorten hogere planten.

## Planten

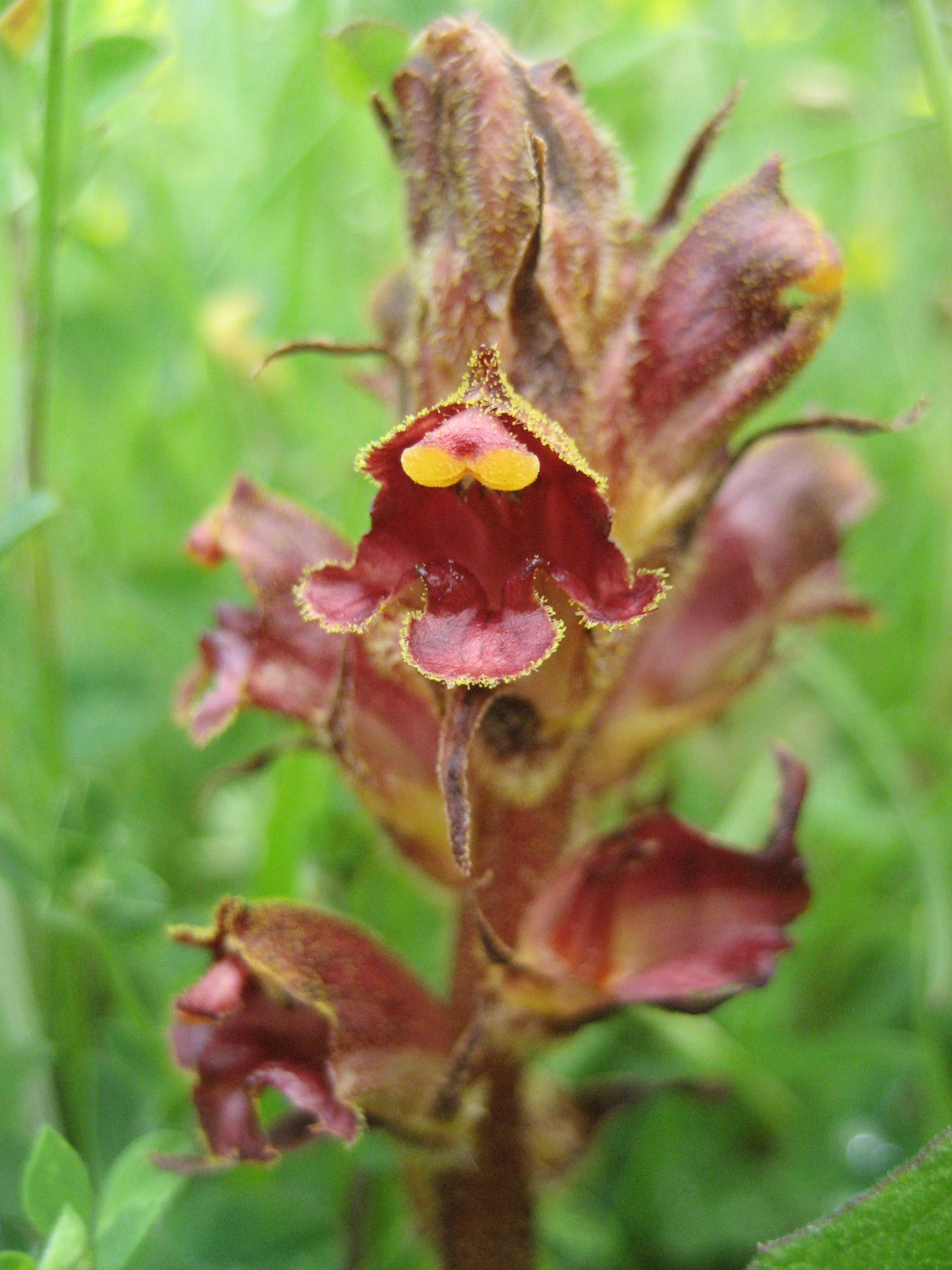
'Bloedrode bremraap' (Orobanche gracilis), een vooral in Oostenrijk voorkomende plant. De enige groeiplaats in Nederland is aan de Tennelaplas

In 1982 publiceerde Sipkes een verslag over de periode 1978-1982, dat hoofdzakelijk bestond uit een lijst van de plantensoorten in het heempark, en dat door hemzelf werd aangeduid als een momentopname op 1 januari 1982. Hij deelde de planten in 'Heempark De Tenellaplas' in de volgende groepen in:
- Waterplanten; door de eenden en karpers handhaven zich in het open water geen planten (waterlelies werden herhaaldelijk tevergeefs geplant), gele plomp (Nuphar lutea) groeide alleen na bescherming met gaas. Langs de oever wordt gemaaid om de groei van grote lisdodde (Thypha latifolia) af te remmen. Hier ook waterdrieblad (Menyanthes trifoliata) en watermunt (Mentha aquatica).
- Pioniersoorten en soorten van betreden, vochtige plekken; waarvan het teer guichelheil het meest in het oog springend is. Ook soorten zoals vetblad (Pinguicula vulgaris), parnassia, blauwe knoop (Succisa pratensis), rondbladig wintergroen (Pyrola rotundifolia) en moerasgamander (Teucrium scordium) komen hier voor. Voor zonnedauw (Drosera spec.), die herhaaldelijk aangebracht is, is het grondwater waarschijnlijk te kalkrijk.
- Orchideeën - "een trekpleister van de Tenellaplas",[20] met ruim twintig soorten. Vooral breedbladige wespenorchis (Epipactis helleborine) zaait zich zeer talrijk uit. De pyramideorchis (tegenwoordig: hondskruid) (Anacamptis pyramidalis) doet het ook vrij goed. Evenals de moeraswespenorchis (Epipactis palustris). Ook soorten als de harlekijn (Orchis morio), de soldaatorchis of het soldaatje (Orchis militaris), (grote) muggenorchis (Gymnadenia conopsea), brede orchis (Dactylorhiza majalis) en gevlekte orchis (Dactylorhiza maculata) weten zich in 1982 goed te handhaven. Het pronkstuk van de orchideeëncollectie was het vrouwenschoentje (Cypripedium calceolus) - een niet-inheemse soort die zich licht uitbreidt.
- Moerasplanten voor arme bodem (kalkarm) doen het eigenlijk niet goed; alleen cranberry (Vaccinium macrocarpon) handhaaft zich in turfstrooisel.
- Moerasplanten van voedselrijke oevers, daarentegen, doen het uitstekend rondom de plas. Interessante soorten zijn bijv. het zomerklokje (Leucojum aestivum), herfsttijloos (Colchicum autumnale) en kievitsbloem (Fritillaria meleagris).
- De soorten van het droge duin zijn vanzelfsprekend goed vertegenwoordigd met bijvoorbeeld zandteunisbloem of kleine teunisbloem (Oenothera parviflora var. ammophila), grote teunisbloem (Oenothera glazioviani) en slangenkruid (Echium vulgare).
- Soorten voor droge plekken zijn onder andere duifkruid (Scabiosa columbaria), grasklokje (Campanula rotundifolia), keizerskaars (Verbascum phlomoides) en gulden sleutelbloem (Primula veris).
- Houtige soorten voor het droge duin zijn bijvoorbeeld het rood peperboompje (Daphne mezereum), sleedoorn (Prunus spinosa), egelantier (Rosa eglanteria), duinroos (Rosa pimpinellifolia), bittere wilg (Salix purpurea), en vele andere soorten.
- Houtige soorten voor vochtige plekken komen minder voor. Opmerkelijk is dat duindoorn (Hippophae rhamnoides) op half-vochtige plekken zeer thuis voelt. Ruwe berk (Betula verrucosa) en zachte berk (Betula pubescens) zaaien zich rijkelijk uit, net als zwarte els (Alnus glutinosa).
- Bosplanten voor het voedselrijke bos, zoals gewone vogelmelk (Ornithogalum umbellatum), slanke sleutelbloem (Primula elatior) en bosanemoon (Anemona nemorosa).
- Soorten van kalkarme, zure grond doen het slecht; alleen in speciale veengrond in bakken handhaven ze zich.
- Soorten voor neutrale bodem zijn bijvoorbeeld wilde hyacint (Hyacinthoides non-scripta), wilde narcis (Narcissus pseudonarcissus) en stengelloze sleutelbloem (Primula vulgaris).
- Varens en paardestaarten: 9 soorten varens, waarvan sommige zich uitbreiden. Schaafstro (Equisetum hyemale) loopt terug.
- Parasieten en halfparasieten zoals maretak (Viscum album) breidt zich uit in populieren en in meidoorn. Paarse schubwortel (Lathraea clandestina) (uit Frankrijk en België), in 1968 geplant, breidt zich uit, evenals (grote of) bleke schubwortel (Lathraea squamaria).